# 武希巴圖區
武希巴圖區（Vohibato）是馬達加斯加的行政區，位於該國中部，由上馬齊亞特拉區負責管轄，首府設於阿拉卡米西伊泰尼納，面積3,239平方公里，2013年人口196,343，人口密度每平方公里61人。